# Assoupissement
L'assoupissement est un état de conscience intermédiaire entre l'éveil et le sommeil. Il ne correspond à aucune définition physiologique moderne précise, ni dans la terminologie française ni dans la terminologie américaine.
Dans la classification française de la polysomnographie il prend place entre l'éveil et le stade 1 du sommeil orthodoxe. Dans la classification américaine de la polysomnographie il prend place entre les stades W (pour wake, éveil) et N1 du sommeil léger.
En pratique c'est « un état proche du sommeil, ou le précédant, caractérisé par l'obnubilation progressive de la conscience ».
En langage courant il peut être considéré comme synonyme de somnolence. La mesure de l'assoupissement est utilisée dans l'Échelle de somnolence d’Epworth pour mesurer le degré de somnolence d'une personne possiblement atteinte d'un trouble du sommeil.